# Stavgard

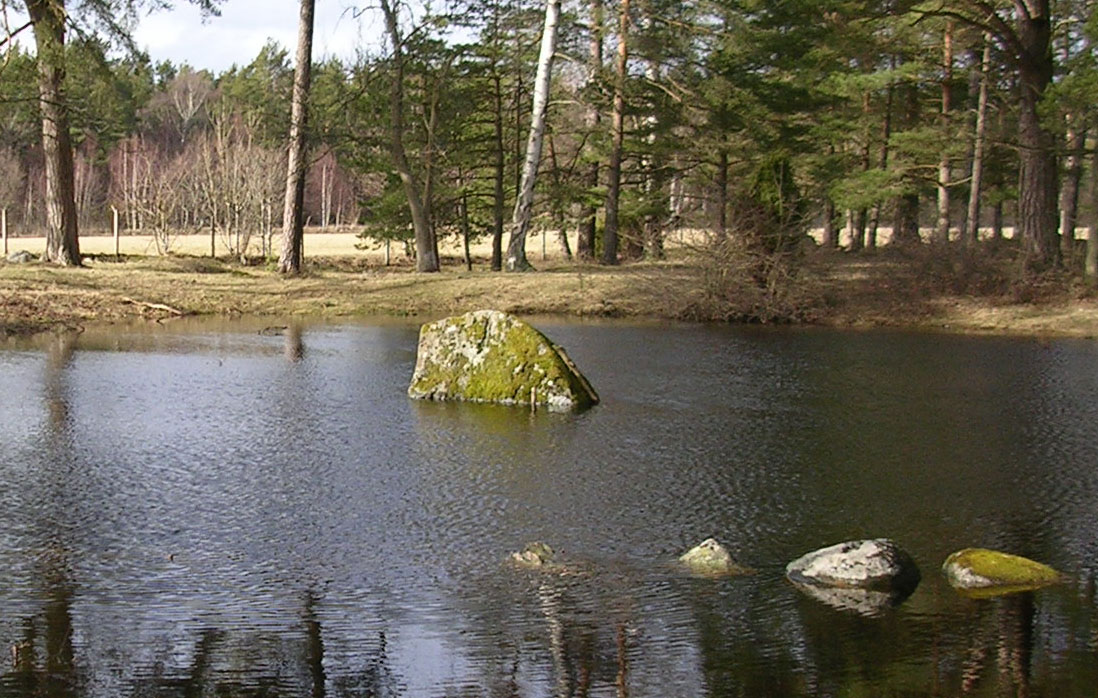
Stavars brye. Förmodligen gammal offerkälla.

Stavgard är ett fornminnesområde vid havsviken Bandelunda i Burs socken på Gotlands östra kust. I området ligger även vikingagården Stavgard

## Fornminnen
I området finns en boplats från äldre järnåldern vid Kärne, ibland även benämnd Stavars hus Den är omkring 60 meter lång och är Gotlands och Nordens största husgrund från folkvandringstiden. I området ligger ett helt nät av husgrunder, fornvastar, bronsåldersrösen och gravar. Längre ned mot Bandelundaviken och nära Häffinds Brye även kallad Stavars brye (en brye är ett vattenhål för djur). Stavars brye har förmodligen varit en gammal offerkälla. Här hittade en skolklass 1975 en stor silverskatt av arabiska silvermynt från 900-talet.

## Sägner
Skatten har förknippats med den i sägnerna omtalade Stavars skatt. Sägnerna berättar att Store Stavar gömde en stor skatt nära Häffinds Brye innan han föll i en kamp mot norrmännen. Stavar och hans män hade mött norrmännen till havs men räddat sig in till sin gård innanför Bandelundaviken, dit norrmännen inte kunde följa efter eftersom de inte kände farvattnen. Det är mycket stenigt utanför. De gick dock iland längre söderut vid Grötlingbo och så småningom stod ett slag där Stavar och alla hans män stupade. Sägnen om Stavars skatt och att Stavar fortfarande vakade över den levde vidare genom århundradena och för några hundra år sedan mötte bonden på Häffinds gård Stavar när bonden var på väg hem från ett kalas. Bonden fick åka med i Stavars vagn, men förstod inte vem som körde förrän vagnen var högt över trädtopparna. Stavar skulle se till sin skatt och lovade att ge skatten till bonden, men bonden var rädd och vågade inte ta emot den. Stavar lovade då att bondens barnbarns barnbarn skulle få den. Efter mötet med Stavar ska Häffindarbonden ha varit vilse i mörkret, känt igen sig vid Häffinds Brye och därifrån hittat hem.

## Vandringsled
Från järnåldersgården utgår en ca 3 km lång vandringsled som går förbi några av områdets många fornminnen:
1. Sliprännestenar
2. ”Sockertoppen”, en upprest sten i vars närhet skolklassen  år 1975 fann ”Stavars skatt”.
3. Häffinds Brye även kallad Stavars brye.  Bryen anses vara en gammal offerbrye -offerkälla- och ligger nära platsen där skatten hittades.
4. Bevattningsdamm med rikt fågelliv. Här låg förmodligen också en av Gotlands settingshamnar. Burs setting var en av Gotlands sex settingar.
5. Snäckhuset som varit ett båthus och där den gamla inseglingsrännan ännu kan skönjas.
6. Lämningar av stenvastar och båtlänningar från olika tider vid kusten.
7. Gravrösen på strandvallarna.